# Zülfü Livaneli
Ömer Zülfü Livaneli (nascut el 20 de juny de 1946) és un músic, autor, poeta i polític turc.
Livaneli va ser empresonat diverses vegades durant el memorandum militar turc de 1971 a causa de les seves opinions polítiques i va haver d'abandonar Turquia el 1972 i es va exiliar. Va viure a Estocolm, París, Atenes i Nova York on va conèixer i col·laborar amb artistes i intel·lectuals com Elia Kazan, Arthur Miller, James Baldwin i Peter Ustinov entre d'altres. Livaneli va tornar a Turquia el 1984.
Les seves obres i activitats culturals i polítiques i contribucions a la pau mundial van ser reconegudes per la UNESCO el 1995 quan va ser nomenat Ambaixador de Bona Voluntat a la UNESCO. Va deixar aquest càrrec a la UNESCO l'any 2016 per protestar pels danys de l'estat turc al nucli antic kurd històric de Diyarbakir. Va exercir un mandat al Gran Assemblea Nacional de Turquia així com al Consell d'Europa.

## Vida personal
El nom real de Livaneli és Ömer Zülfü Livanelioğlu. Prové d'una família d'origen georgians. El seu pare va ser jutge i més tard president del Tribunal Suprem turc. Té quatre germans i una germana. La seva mare va morir als 38 anys, quan ell en tenia 20, i el seu pare es va tornar a casar més tard. La seva dona es diu Ülker i la seva filla és Aylin; va néixer a Ankara. Ülker és traductor.
El març de 2020, Livanelli va anunciar que ell i la seva dona s'havien infectat amb coronavirus durant la seva visita a Nova York al febrer durant la pandèmia de la COVID-19. A més, va afirmar que després de rebre tractament, tots dos s'havien recuperat completament i estaven en quarantena a Turquia.

## Carrera musical
Livaneli intentava anar a Europa perquè havia anat dues vegades a la presó. Per al seu primer disc, no va utilitzar el seu nom actual, Zülfü Livaneli. En canvi, va utilitzar el nom "Ozanoglu". No obstant això, no va arribar al punt on volia ser, per tant va començar a utilitzar el seu nom actual, Zülfü Livaneli, en el seu nou disc, Chants Révolutionnaires Turcs l'any 1971 o 1973. Quan va era a Europa, el seu germà Ferhat li va informar de com tothom a Turquia cantava les seves cançons mentre protestaven contra el govern. Aleshores, Livaneli va fer un àlbum anomenat "Nazim Türküsü". L'àlbum es va convertir en els poemes musicals del famós poeta Nâzım Hikmet i es va convertir i es va mantenir al màxim èxit de l'àlbum d'àlbums durant 48 setmanes.
Livanelli ha compost unes tres-centes cançons, una rapsòdia gravada per l'Orquestra Simfònica de Londres i un ballet. Les seves composicions han assolit l'estatus de culte a tot el país i han estat interpretades per artistes com Joan Baez, Maria Farantouri, Maria del Mar Bonet, Udo Lindenberg, Haris Alexiou, Jocelyn B. Smith i Kate Westbrook. També ha escrit cinc obres de teatre i trenta bandes sonores de pel·lícules. Entre aquestes bandes sonores hi ha la banda sonora de "Yol", dirigida per Yilmaz Güney i guanyadora de la Palma d'Or al Festival de Cannes, "Sürü", dirigida per Yılmaz Güney i Zeki Öktem, i "El casament de Shirin" de la directora alemanya Helma Sanders-Brahms. Ha produït àlbums i actuat amb Mikis Theodorakis i Maria Farantouri, i també ha col·laborat amb Manos Hatzidakis, Giora Feidman, Inti-Illimani i Ángel Parra. El seu concert d'Ankara de 1997 va comptar amb la presència de no menys de 500 mil persones.El 2010, va cantar "Mothers of The Disappeared" amb Bono al concert d'U2 a Istanbul, Turquia, que va ser el primer concert d'U2 a Istanbul. Livanelli ha estat distingit amb els premis Millor Àlbum de l'Any (Grècia), Premi Edison (Holanda) i Millor Àlbum de l'Any (Gremi de Crítics Musicals d'Alemanya), i el "Premi Luigi Tenco" al Millor Compositor. Premi, San Remo, Itàlia, l'any 1999, entre d'altres.
El 1986, el compositor grec Mikis Theodorakis va conèixer Livaneli. Junts, van produir un àlbum anomenat Güneş Topla Benim İçin (Reuneix el sol per a mi). Després que l'àlbum es va publicar a Turquia, va assolir el seu màxim al mercat musical turc. En aquell moment Livaneli va conèixer Ahmet Kaya, un altre cantant de folk. Livanelli va assolir el seu primer gran èxit musical als anys vuitanta. L'Orquestra de Londres va actuar amb Livaneli el 1998, i el 1999, la UNESCO va assistir a Livaneli en el llançament d'aquest àlbum.

## Vida política
A més de la seva carrera com a autor i poeta, Livaneli va tenir una gran influència en la política turca durant els darrers trenta anys. A les eleccions locals turques de 1994, va ser nominat com a candidat a l'alcaldia d'Istanbul pel Partit Socialdemòcrata Populista però la seva candidatura va fracassar. A les eleccions legislatives turques de 2002, Livaneli va ser elegit a la Türkiye Büyük Millet Meclisi (Gran Assemblea Nacional de Turquia) com a diputat d'Istanbul per la Partit Republicà del Poble (CHP). Livaneli va dimitir del CHP a principis del 2005, però, en protesta pel "sistema polític no democràtic i autoritari del CHP". Livaneli va ser membre del parlament turc durant un mandat.
Durant la seva carrera política a Ankara, Livaneli va presentar una proposta legislativa per modificar l'article 301 del Codi Penal turc. L'esmena proposava que el concepte de "turquicitat" fos substituït pel de "nació turca" que posaria l'accent en el concepte de "nació" que, tal com el formula la República, uneix sota el seu paraigua persones de diferents orígens. Aquesta esmena tenia com a objectiu reduir l'estrès associat a la noció de raça turca.
A banda d'això, l'any 2006 va presentar una proposta a l'Assemblea Nacional en la qual reclamava la creació d'una comissió per investigar els motius de l'augment de la violència i el fanatisme entre la joventut; la seva proposta fou acceptada.
Després de la seva dimissió del partit el 2005, Livaneli va continuar en el seu càrrec a la Gran Assemblea Nacional com a independent fins al final d'aquest mandat. No va participar en les eleccions turques del 2007 i sembla políticament inactiu. Des de llavors s'ha concentrat en el seu art i llibres.
Livaneli col·laborava diàriament com a columnista als diaris Sabah, Vatan, i Milliyet.

## Pel·lícules
Livanelli va dirigir quatre llargmetratges: Yer Demir Gök Bakır, Sis, Shahmaran i Veda. La seva pel·Lícula Yer Demir Gök Bakır fou projectada a la secció Un Certain Regard al 40è Festival Internacional de Cinema de Canes. Veda que es basa en la vida de Mustafa Kemal Atatürk és l'última pel·lícula escrita i dirigida de Zülfü Livaneli.
Una de les pel·lícules turques més aclamades de la dècada, i una de les primeres pel·lícules narratives que va abordar el tema dels assassinats d'honor, Mutluluk es va adoptar originalment de la novel·la més venuda de Livaneli. La pel·lícula, revisada pel New York Times com una pel·lícula constantment apassionant, visualment embriagadora i que s'erigeix com una fita del cinema turc contemporani.

## Literatura
Livanelli es va centrar en l'escriptura després d'aconseguir notorietat amb la seva carrera musical contemporània. Publicat el 1978, la seva primera col·lecció de contes titulada "Arafat'ta Bir Çocuk" va ser convertida en una pel·lícula per la televisió sueca i alemanya. Livanelli és conegut per les seves novel·les que entrellacen diversos orígens socials i històrics, figures i incidents, com ara Mutluluk, que va guanyar el premi Discovery of Great New Writers de Barnes & Noble el 2006, i els seus Serenad, Leyla'nın Evi, i Kardeşimin Hikayesi, que van ser traduïts a 37 idiomes i va guanyar nombrosos premis literaris turcs i internacionals. Les seves novel·les s'han convertit en pel·lícules teatrals, obres de teatre i òperes.

## Publicacions
- Arafat'ta Bir Çocuk (Un nen al purgatori) (1978)
- Orta Zekalılar Cenneti (El cel dels mediocres) (1991)
- Diktatör ve Palyaço (El dictador i el pallasso) (1992)
- Sosyalizm Öldü mü? (El socialisme és mort?) (1994)
- Engereğin Gözündeki Kamaşma (L'eunuc de Constantinoble) (1996)
- Bir Kedi, Bir Adam, Bir Ölüm (Memòria de la neu) (2001)
- Mutluluk (Bliss) (2002)
- Gorbachov'la Devrim Üstüne Konuşmalar (Converses amb Gorbachov sobre la revolució) (2003)
- Leyla'nın Evi (La casa de Leyla) (2006)
- Son Ada (L'última illa) (2008)
- Sevdalim Hayat (Sevdalim Hayat) (2009)
- Sanat Uzun, Hayat Kısa (L'art és llarg, la vida és curta) (2010)
- "Serenade" ("Serenade") (2011)
- Edebiyat Mutluluktur (La literatura és felicitat) (2012)
- Kardeşimin Hikayesi (La història del meu germà) (2013)
- Son Ada'nın Çocukları (Els nens de l'última illa) (2014)
- Konstantiniyye Oteli (hotel Constantinoble) (2015)
- "Elia ile Yolculuk" (2017)
- "Huzursuzulz" (2017)
- "Rüzgârlar Hep Gençtir" (2019)

## Discografia parcial
- Chants Révolutionnaires Turcs – 1973
- Yasak Plak – 1971–1974
- Eşkıya Dünyaya Hükümdar Olmaz – 1976
- Merhaba – 1977
- Nazım Türküsü – 1978
- The Bus (OST) – 1978
- Alamanya Beyleri – 1979
- Atlının Türküsü – 1979
- Günlerimiz – 1980
- İnce Memet Türküsü – 1980
- Anadoluyum Ben – 1981
- Maria Farandouri Söylüyor Zülfü Livaneli (Maria Farandouri Singing Livaneli) – 1982[10]
- Yol (Soundtrack) – 1983
- Eine Auswahl – 1983
- Ada – 1983–1984
- İstanbul Konseri – 1984
- Güneş Topla Benim İçin – 1986
- Livaneli / 10 Yılın Ezgisi– 1986
- Zor Yıllar – 1987
- Hoşgeldin Bebek – 1987
- Gökyüzü Herkesindir – 1988
- Soundtracks – 1988
- Crossroads (New Age) – 1991
- Saat 4 Yoksun  – 1992
- Sevgiyle −1994
- Neylersin – 1994
- Yangın Yeri – 1996
- Janus (poemes simfònics) – 1996
- Livaneli & Theodorakis – 1997
- Nefesim Nefesine – 1998
- New Age Rhapsody, London Symphony Orchestra Plays Livaneli – 1998–1999
- Unutulmayanlar – 1999
- İlk Türküler – 2001
- Hayata Dair – 2005
- Suyun Belleği – 2005
- Efsane Konserler – 2006
- 35. Yıl Konseri – 2008
- Gökkuşağı Gönder Bana – 2013
- Livaneli 50. Yıl "Bir Kuşaktan Bir Kuşağa – 2016